# Arame jahani király
Arame Jahan uralkodója az i. e. 9. század derekán, legkésőbb i. e. 858-tól minimum i. e. 834-ig. Valamikor i. e. 858 előtt került trónra, ekkor említik őt először az asszír források, mint Bít Agúsi királyát. Elődje, Agusu fia. Feltehetően volt egy testvére, Adanu, akivel közösen örökölték a trónt, de Adanu szövetségre lépett Karkemis és Unqi királyaival Asszíria ellen, így az i. e. 858-as asszír hadjárat során életét vesztette. E feltevés arra alapozódik, hogy az asszír évkönyvben Szapalulme szövetségesei között feltűnik egy agúsibeli Adanu király, miközben Aramét ugyanabban az évben említik. Elképzelhető olyan megoldás is, hogy Adanu rövid ideig egyeduralkodó volt, majd Alimus ostrománál i. e. 858-ban meghalt, és Arame követte.
Arame nem fordult Asszíria ellen, öt év múlva, az i. e. 853-as karkari csatában felsorolt ellenségek közt sem szerepel, így helyén maradhatott, azonban így két ellenséges szomszédot szerzett. E szomszédok nem segítettek az i. e. 849-es, 848-as és 834-es háborúban, melyek során elvesztette fővárosát és két másik fontos települést, így az amúgy sem nagy ország területe erősen lecsökkent. A szembefordulás oka feltehetően az volt, hogy Asszíria Hamát elfoglalását is tervezte, amelyhez a felvonulási útvonal Jahanon keresztül vezetett, és már a karkari csata előtt is Jahanon vonult át az asszír haderő. A csata után az asszírellenes liga időlegesen feloszlott, sőt tagjai egymás ellen fordultak, elsősorban Hamát ellen. Jahan így a korábbi szövetségesek ellenségeskedésének középpontjába került.
Az i. e. 834-es említése után már csak III. Adad-nirári említi Jahant, de ekkor az „arpadita” király már Atarsumki, „Adramu fia”. Az Adramu név valószínűleg azonos Aramével, Arpad pedig legkésőbb i. e. 805-től Jahan fővárosa, így Arame valamikor i. e. 834 és 805 között halhatott meg.